# National Statuary Hall Collection

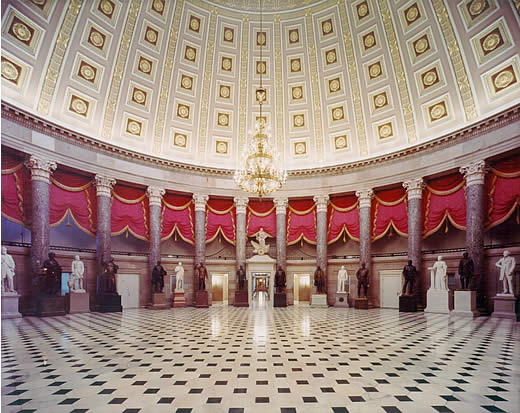
Teil der National Statuary Hall Collection

Die National Statuary Hall Collection im Kapitol von Washington, D.C. umfasst Statuen von prominenten Bürgern der Vereinigten Staaten, die von ihren Heimatbundesstaaten in Anerkennung ihrer Leistungen gestiftet wurden. Ursprünglich wurde die Sammlung im alten Plenarsaal des Repräsentantenhauses gezeigt, der heutigen National Statuary Hall; inzwischen ist die wachsende Sammlung im gesamten Kapitol verteilt.
Seit 2006 besteht die Sammlung aus 100 Statuen, die von den 50 Bundesstaaten gestiftet wurden. Die zweite Statue von New Mexico komplettierte die Sammlung. Wenige Jahre nachdem der Kongress den Austausch von Statuen genehmigt hatte, wechselten Alabama, Kalifornien, Kansas und Arkansas eine ihrer beiden Statuen aus.
Am 1. Dezember 2005 beschloss der Kongress ein Gesetz zur Anfertigung einer Statue von Rosa Parks und bestimmte in dem Gesetz, dass diese Statue in der National Statuary Hall einem geeigneten dauerhaften Standort erhalten soll.

## Geschichte
Das Konzept einer National Statuary Hall entstand in der Mitte des 19. Jahrhunderts, noch vor der Fertigstellung des heutigen Gebäudeflügels des Repräsentantenhauses im Jahr 1857. Damals zog das Repräsentantenhaus in seinen neuen, größeren Plenarsaal und der leerstehende alte Raum wurde zum Durchgang von der Rotunde zum neuen Gebäudeteil. Vor 1853 machte der Abgeordnete Gouverneur Kemble aus New York bereits Vorschläge für eine neue Nutzung der Räumlichkeit. Er sprach sich für eine Nutzung als Galerie für historische Gemälde aus. Der Platz zwischen den Säulen schien für diesen Zweck jedoch zu klein, aber der Raum war für die Ausstellung von Büsten und Statuen geeignet.
Am 19. April 1864 schlug der Abgeordnete Justin Smith Morrill aus Vermont die Schaffung der National Statuary Hall vor. Sein Vorschlag wurde am 2. Juli 1864 als Gesetz verabschiedet. Dieses Gesetz ermächtigte den Präsidenten dazu, alle Bundesstaaten aufzufordern, Statuen aus Bronze oder Marmor zur Verfügung zu stellen. Diese Statuen sollten verstorbene Mitbürger darstellen, die sich in besonderer Weise für den jeweiligen Staat eingesetzt hatten. Diese Statuen, maximal zwei je Bundesstaat, sollten laut Gesetz im Alten Sitzungssaal des Repräsentantenhauses, der National Statuary Hall, aufgestellt werden.
Ursprünglich wurden alle Statuen in der National Statuary Hall aufgestellt. Allerdings begann das ästhetische Erscheinungsbild der Halle unter der Überfüllung zu leiden, bis im Jahr 1933 die Situation unerträglich wurde. Zu der Zeit standen 65 Statuen in der Halle, zum Teil in drei Reihen. Wichtiger war, dass das Gebäude das Gewicht weiterer Statuen nicht mehr verkraftet hätte. Deshalb wurde 1933 der Architekt des Kapitols beauftragt, vorbehaltlich der Zustimmung des Joint Committee on the Library, mit Hilfe der Commission of Fine Arts die bereits vorhandenen und noch folgenden Statuen auf das Kapitol zu verteilen. Aufgrund dessen wurde beschlossen, dass nur eine Statue aus jedem Bundesstaat in der National Statuary Hall aufgestellt wird. Die anderen sollten an markanten Standorten in ausgewählten Bereichen und Korridoren aufgestellt werden.
Eine zweite Umgruppierung der Statuen wurde 1976 vom Committee on the Library genehmigt. Um das überfüllte Erscheinungsbild der Sammlung zu beseitigen, wurden 83 Statuen, nach Größe und Material sortiert, in der Statuary Hall neu aufgestellt. Statuen, die zehn der 13 Kolonien repräsentieren, wurden in der zentralen Halle des östlichen Anbaus des Kapitols aufgestellt. Der Rest der Statuen wurde im Kapitol verteilt, vor allem im Säulensaal und den Verbindungsgängen zum Repräsentantenhaus und dem Senatsflügel. Im Jahr 2005 wurde ein Gesetz beschlossen, nach dem die Sammlung eine Statue von jedem Mitglied der Außengebiete der Vereinigten Staaten aufnehmen darf. Ein weiteres Gesetz erlaubt dem District of Columbia die Teilnahme.
Jede Statue ist ein Geschenk eines Bundesstaates, nicht einer Einzelperson oder Bürgergruppe. Das Verfahren zur Spende einer Statue beginnt normalerweise im Parlament des Bundesstaaten, in dem eine Resolution beschlossen wird, die die zu ehrende Person und ihre Qualifikation für die Ehrung nennt, ein Komitee oder eine Kommission zur Auswahl des Bildhauers bestimmt und Möglichkeiten für die Zurverfügungstellung der benötigten Mittel nennt. In den letzten Jahren wurden die Statuen im Rahmen einer Zeremonie in der Rotunde enthüllt und anschließend für sechs Monate dort ausgestellt. Danach wurden sie an ihrem endgültigen Standort aufgestellt, der vom Committee on the Library ausgewählt wurde. Ein Kongressgesetz erlaubt seit 2000 den Austausch von Statuen.

## Sammlung
| Bundesstaat    | Name                                      | Bild | Material | Bildhauer                                               | Aufstellungsjahr | Standort                                   |
| -------------- | ----------------------------------------- | ---- | -------- | ------------------------------------------------------- | ---------------- | ------------------------------------------ |
| Alabama        | Helen Keller                              |      | Bronze   | Edward Hlavka                                           | 2009             | Capitol Visitor Center                     |
| Alabama        | Joseph Wheeler                            |      | Bronze   | Berthold Nebel                                          | 1925             | National Statuary Hall                     |
| Alaska         | Bob Bartlett                              |      | Bronze   | Felix de Weldon                                         | 1971             | Flur im Repräsentantenhaus.                |
| Alaska         | Ernest Gruening                           |      | Bronze   | George Anthonisen                                       | 1977             | Capitol Visitor Center                     |
| Arizona        | Barry Goldwater                           |      | Bronze   | Deborah Copenhaver Fellows                              | 2015             | National Statuary Hall                     |
| Arizona        | Eusebio Francisco Kino                    |      | Bronze   | Suzanne Silvercruys                                     | 1965             | Capitol Visitor Center                     |
| Arkansas       | Daisy Gatson Bates                        |      | Bronze   | Benjamin Victor                                         | 2024             | National Statuary Hall                     |
| Arkansas       | Johnny Cash                               |      | Bronze   | Kevin Kresse                                            | 2024             | Capitol Visitor Centebr Johnny-Cash-Statue |
| Colorado       | Florence Rena Sabin                       |      | Bronze   | Joy Buba                                                | 1959             | National Statuary Hall                     |
| Colorado       | Jack Swigert                              |      | Bronze   | George und Mark Lundeen                                 | 1997             | Capitol Visitor Center                     |
| Connecticut    | Roger Sherman                             |      | Marmor   | Chauncey Ives                                           | 1872             | Krypta                                     |
| Connecticut    | Jonathan Trumbull                         |      | Marmor   | Chauncey Ives                                           | 1872             | Flur im Repräsentantenhaus.                |
| Delaware       | John M. Clayton                           |      | Marmor   | Bryant Baker                                            | 1934             | Capitol Visitor Center                     |
| Delaware       | Caesar Rodney                             |      | Marmor   | Bryant Baker                                            | 1934             | Krypta                                     |
| Florida        | John Gorrie                               |      | Marmor   | C. Adrian Pillars                                       | 1914             | National Statuary Hall                     |
| Florida        |                                           |      |          |                                                         |                  |                                            |
| Georgia        | Crawford W. Long                          |      | Marmor   | J. Massey Rhind                                         | 1926             | Krypta                                     |
| Georgia        | Alexander H. Stephens                     |      | Marmor   | John Gutzon de la Mothe Borglum                         | 1927             | National Statuary Hall                     |
| Hawaii         | Father Damien                             |      | Bronze   | Marisol Escobar                                         | 1969             | Säulenhalle                                |
| Hawaii         | Kamehameha I. (Statuen von Kamehameha I.) |      | Bronze   | Thomas R. Gould                                         | 1969             | Capitol Visitor Center                     |
| Idaho          | George L. Shoup                           |      | Marmor   | Frederick E. Triebel                                    | 1910             | National Statuary Hall                     |
| Idaho          | William Borah                             |      | Bronze   | Bryant Baker                                            | 1947             | Capitol Visitor Center                     |
| Illinois       | James Shields                             |      | Bronze   | Leonard W. Volk                                         | 1893             | Säulenhalle                                |
| Illinois       | Frances Willard                           |      | Marmor   | Helen F. Mears                                          | 1905             | National Statuary Hall                     |
| Indiana        | Oliver Hazard Perry Morton                |      | Marmor   | Charles Niehaus                                         | 1900             | Senatsgebäude                              |
| Indiana        | Lew Wallace                               |      | Marmor   | Andrew O’Connor                                         | 1910             | National Statuary Hall                     |
| Iowa           | Samuel Jordan Kirkwood                    |      | Bronze   | Vinnie Ream                                             | 1913             | National Statuary Hall                     |
| Iowa           | Norman Borlaug                            |      | Bronze   | Benjamin Victor                                         | 2014             | Säulenhalle                                |
| Kalifornien    | Ronald Reagan                             |      | Bronze   | Chas Fagan                                              | 2009             | Rotunde                                    |
| Kalifornien    | Junípero Serra                            |      | Bronze   | Ettore Cadorin                                          | 1931             | National Statuary Hall                     |
| Kansas         | John James Ingalls                        |      | Marmor   | Charles Niehaus                                         | 1905             | National Statuary Hall                     |
| Kansas         | Dwight D. Eisenhower                      |      | Bronze   | Jim Brothers                                            | 2003             | Rotunde                                    |
| Kentucky       | Henry Clay                                |      | Bronze   | Charles Niehaus                                         | 1929             | National Statuary Hall                     |
| Kentucky       | Ephraim McDowell                          |      | Bronze   | Charles Niehaus                                         | 1929             | Capitol Visitor Center                     |
| Louisiana      | Huey Long                                 |      | Bronze   | Charles Keck                                            | 1941             | National Statuary Hall                     |
| Louisiana      | Edward Douglass White                     |      | Bronze   | Arthur C. Morgan                                        | 1955             | Capitol Visitor Center                     |
| Maine          | William King                              |      | Marmor   | Franklin Simmons                                        | 1878             | Flur im Repräsentantenhaus                 |
| Maine          | Hannibal Hamlin                           |      | Bronze   | Charles E. Tefft                                        | 1935             | National Statuary Hall                     |
| Maryland       | Charles Carroll                           |      | Bronze   | Richard E. Brooks                                       | 1903             | Krypta                                     |
| Maryland       | John Hanson                               |      | Bronze   | Richard E. Brooks                                       | 1903             | Flur im Senatsgebäude                      |
| Massachusetts  | Samuel Adams                              |      | Marmor   | Anne Whitney                                            | 1876             | Krypta                                     |
| Massachusetts  | John Winthrop                             |      | Marmor   | Richard S. Greenough                                    | 1876             | Säulenhalle                                |
| Michigan       | Lewis Cass                                |      | Marmor   | Daniel Chester French                                   | 1889             | National Statuary Hall                     |
| Michigan       | Gerald R. Ford                            |      | Bronze   | J. Brett Grill                                          | 2011             | Rotunde                                    |
| Minnesota      | Henry Mower Rice                          |      | Marmor   | Frederick E. Triebel                                    | 1916             | National Statuary Hall                     |
| Minnesota      | Maria Sanford                             |      | Bronze   | Evelyn Raymond                                          | 1958             | Capitol Visitor Center                     |
| Mississippi    | Jefferson Davis                           |      | Bronze   | Augustus Lukeman                                        | 1931             | National Statuary Hall                     |
| Mississippi    | James Z. George                           |      | Bronze   | Augustus Lukeman                                        | 1931             | Capitol Visitor Center                     |
| Missouri       | Thomas Hart Benton                        |      | Marmor   | Alexander Doyle                                         | 1899             | National Statuary Hall                     |
| Missouri       | Francis Preston Blair Jr.                 |      | Marmor   | Alexander Doyle                                         | 1899             | Säulenhalle                                |
| Montana        | Charles M. Russell                        |      | Bronze   | John B. Weaver                                          | 1959             | National Statuary Hall                     |
| Montana        | Jeannette Rankin                          |      | Bronze   | Terry Minmaugh                                          | 1985             | Capitol Visitor Center                     |
| Nebraska       | Standing Bear                             |      | Bronze   | Benjamin Victor                                         | 2019             | National Statuary Hall                     |
| Nebraska       | J. Sterling Morton                        |      | Bronze   | Rudulph Evans                                           | 1937             | Capitol Visitor Center                     |
| Nevada         | Pat McCarran                              |      | Bronze   | Yolande Jacobson                                        | 1960             | National Statuary Hall                     |
| Nevada         | Sarah Winnemucca                          |      | Bronze   | Benjamin Victor                                         | 2005             | Capitol Visitor Center                     |
| New Hampshire  | John Stark                                |      | Marmor   | Carl Conrads                                            | 1894             | Krypta                                     |
| New Hampshire  | Daniel Webster                            |      | Marmor   | Carl Conrads (nach Thomas Ball)                         | 1894             | National Statuary Hall                     |
| New Jersey     | Philip Kearny                             |      | Bronze   | Henry Kirke Brown                                       | 1888             | Krypta                                     |
| New Jersey     | Richard Stockton                          |      | Marmor   | Henry Kirke Brown (fertiggestellt von H. K. Bush-Brown) | 1888             | Vestibül nördlich des Senatsgebäudes       |
| New Mexico     | Dennis Chavez                             |      | Bronze   | Felix de Weldon                                         | 1966             | Vestibül nördlich der Rotunde              |
| New Mexico     | Po'pay                                    |      | Marmor   | Cliff Fragua                                            | 2005             | Capitol Visitor Center                     |
| New York       | George Clinton                            |      | Bronze   | Henry Kirke Brown                                       | 1873             | Small House rotunda                        |
| New York       | Robert R. Livingston                      |      | Bronze   | Erastus Dow Palmer                                      | 1875             | Krypta                                     |
| North Carolina | Zebulon Baird Vance                       |      | Bronze   | John Gutzon de la Mothe Borglum                         | 1916             | National Statuary Hall                     |
| North Carolina | Charles Brantley Aycock                   |      | Bronze   | Charles Keck                                            | 1932             | Krypta                                     |
| North Dakota   | John Burke                                |      | Bronze   | Avard Fairbanks                                         | 1963             | National Statuary Hall                     |
| North Dakota   | Sacajawea                                 |      | Bronze   | Arizona Bronze Atelier (nach Leonard Crunelle, 1909)    | 2003             | Capitol Visitor Center                     |
| Ohio           | James A. Garfield                         |      | Marmor   | Charles Niehaus                                         | 1886             | Rotunde                                    |
| Ohio           | Thomas Edison                             |      | Bronze   | Alan Cottrill                                           | 2016             | National Statuary Hall                     |
| Oklahoma       | Sequoyah                                  |      | Bronze   | Vinnie Ream (fertiggestellt von G. Julian Zolnay)       | 1917             | National Statuary Hall                     |
| Oklahoma       | Will Rogers                               |      | Bronze   | Jo Davidson                                             | 1939             | Flur im Repräsentantenhaus                 |
| Oregon         | Jason Lee                                 |      | Bronze   | Gifford MacG. Proctor                                   | 1953             | National Statuary Hall                     |
| Oregon         | John McLoughlin                           |      | Bronze   | Gifford MacG. Proctor                                   | 1953             | Capitol Visitor Center                     |
| Pennsylvania   | Robert Fulton                             |      | Marmor   | Howard Roberts                                          | 1883             | National Statuary Hall                     |
| Pennsylvania   | Peter Muhlenberg                          |      | Marmor   | Blanche Nevin                                           | 1889             | Krypta                                     |
| Rhode Island   | Nathanael Greene                          |      | Marmor   | Henry Kirke Brown                                       | 1870             | Krypta                                     |
| Rhode Island   | Roger Williams                            |      | Marmor   | Franklin Simmons                                        | 1872             | Flur im Senatsgebäude                      |
| South Carolina | John C. Calhoun                           |      | Marmor   | Frederick Ruckstull                                     | 1910             | Krypta                                     |
| South Carolina | Wade Hampton                              |      | Marmor   | Frederick Ruckstull                                     | 1929             | Capitol Visitor Center                     |
| South Dakota   | William Henry Harrison Beadle             |      | Bronze   | H. Daniel Webster                                       | 1938             | National Statuary Hall                     |
| South Dakota   | Joseph Ward                               |      | Marmor   | Bruno Beghé                                             | 1963             | Capitol Visitor Center                     |
| Tennessee      | Andrew Jackson                            |      | Bronze   | Belle Kinney Scholz und Leopold F. Scholz               | 1928             | Rotunde                                    |
| Tennessee      | John Sevier                               |      | Bronze   | Belle Kinney Scholz und Leopold F. Scholz               | 1931             | National Statuary Hall                     |
| Texas          | Stephen F. Austin                         |      | Marmor   | Elisabet Ney                                            | 1905             | Small House Rotunda                        |
| Texas          | Sam Houston                               |      | Marmor   | Elisabet Ney                                            | 1905             | National Statuary Hall                     |
| Utah           | Brigham Young                             |      | Marmor   | Mahonri Young                                           | 1950             | National Statuary Hall                     |
| Utah           | Philo Farnsworth                          |      | Bronze   | James R. Avati                                          | 1990             | Capitol Visitor Center                     |
| Vermont        | Ethan Allen                               |      | Marmor   | Larkin Goldsmith Mead                                   | 1876             | National Statuary Hall                     |
| Vermont        | Jacob Collamer                            |      | Marmor   | Preston Powers                                          | 1881             | Säulenhalle                                |
| Virginia       |                                           |      |          |                                                         |                  |                                            |
| Virginia       | George Washington                         |      | Bronze   | Jean-Antoine Houdon                                     | 1934             | Rotunde                                    |
| Washington     | Marcus Whitman                            |      | Bronze   | Avard Fairbanks                                         | 1953             | National Statuary Hall                     |
| Washington     | Mother Joseph                             |      | Bronze   | Felix de Weldon                                         | 1980             | Capitol Visitor Center                     |
| West Virginia  | John E. Kenna                             |      | Marmor   | Alexander Doyle                                         | 1901             | Säulenhalle                                |
| West Virginia  | Francis Harrison Pierpont                 |      | Marmor   | Franklin Simmons                                        | 1910             | National Statuary Hall                     |
| Wisconsin      | Jacques Marquette                         |      | Marmor   | Gaetano Trentanove                                      | 1896             | Flur im Repräsentantenhaus                 |
| Wisconsin      | Robert M. La Follette                     |      | Marmor   | Jo Davidson                                             | 1929             | National Statuary Hall                     |
| Wyoming        | Esther Hobart Morris                      |      | Bronze   | Avard Fairbanks                                         | 1960             | National Statuary Hall                     |
| Wyoming        | Washakie                                  |      | Bronze   | Dave McGary                                             | 2000             | Capitol Visitor Center                     |

## Austausch von Statuen
Seit 2003 ist es durch eine Gesetzesänderung den Bundesstaaten erlaubt, Statuen auszutauschen. Seitdem haben acht Staaten einen Wechsel durchgeführt:
- Kansas ersetzte seine Statue von George Washington Glick durch eine von Dwight D. Eisenhower im Jahr 2003.[7] Die Glick-Statue befindet sich jetzt in der Kansas State Historical Society in Topeka.
- Kalifornien ersetzte seine Statue von Thomas Starr King durch eine von Ronald Reagan im Jahr 2009. Die King-Statue steht jetzt im California State Capitol in Sacramento.[8]
- Alabama ersetzte 2009 seine Statue von Jabez Curry durch eine von Helen Keller.
- Michigan ersetzte 2011 seine Statue von Zachariah Chandler durch eine von Gerald Ford.[9]
- Iowa ersetzte 2014 James Harlan durch Norman Borlaug.
- Arizona ersetzte 2015 John Campbell Greenway durch Barry Goldwater.[10]
- Ohio ersetzte 2016 William Allen durch Thomas Edison.[11]
- Nebraska ersetzte 2019 William Jennings Bryan durch Standing Bear[12]
- Arkansas ersetzt nach der Bürgerrechtlerin Daisy Gatson Bates mit Johnny Cash die zweite Persönlichkeit in der National Statuary Hall. Vormals von der Region geförderte Statuen wurden entfernt. Konföderations-Sympathisant Uriah Milton Rose wurde durch Bates ersetzt, Cash nimmt nun den Platz von Gouverneur James Paul Clarke ein, der der Rassentrennung zugewandt war.[13][14]

Einige Staaten planen den Austausch der Statuen, u. a.:
- Virginia plante 2020 Robert E. Lee durch  Barbara Rose Johns zu ersetzen. Die Statue von Robert E. Lee ist schon abgebaut, aber die neue Statue von Barbara Johns ist noch nicht aufgestellt.[15]

Der Bildhauer Charles Niehaus hat mit sieben Statuen mehr als jeder andere Künstler in der Ausstellung. Auch wenn die Statue von Chandler ersetzt ist, hat er noch die meisten Statuen.